# TVP3 Warszawa
TVP3 Warszawa — польський регіональний телеканал, регіональна філія суспільного мовника «TVP» з центром мовлення у Варшаві.
Місцеві студії телеканалу є у Плоцьку, Радомі, Седльці, Остроленці, Цехануві, Плонську та Жирардуві.
3 березня 2002 року приєднався до загальнодержавної регіональної телемережі — TVP3.

## Регіони мовлення
- З 9 листопада 1958 по 5 березня 1959: Ольштинське, Варшавське (у тому числі Варшава), Люблінське та Білостоцьке воєводства.
- З 6 березня 1959 по 31 травня 1975: як і раніше, окрім Ольштинського воєводства, яке перейшло під зону покриття «TVP Gdańsk».
- З 1 червня 1975 по 11 січня 1985: Варшавське, Плоцьке, Влоцлавське, Радомське, Седлецьке, Скерневицьке, Цехановське, Остроленцьке, Білопідляське, Холмське, Люблінське, Білостоцьке, Ломжинське та Сувальське.
- З 12 січня 1985 по 4 вересня 1994: як і раніше, окрім Люблінського, Холмського та частини Білопідляське воєводств, які перейшли під зону покриття «TVP Lublin».
- З 5 вересня 1994 по 20 грудня 1997: як і раніше, окрім Влоцлавського воєводства, яке перейшло під зону покриття «TVP Bydgoszcz».
- З 21 грудня 1997 по 31 грудня 1998: як і раніше, окрім Білостоцького, Ломжинського та Сувальського воєводств, які перейшли під зону покриття «TVP Białystok».
- З 1 січня 1999: Мазовецьке воєводство.

Покриття «TVP3 Warszawa» забезпечується чотирма цифровими передавачами у Мазовецькому воєводстві, завдяки чому телеканал мовить на території всього воєводства та частинах Куявсько-Поморського, Люблінського, Лодзинського, Свентокшиського та Вармінсько-Мазурського воєводств.